# 이종성 (1970년)

이종성(李鍾成, 1970년 2월 17일~)는 대한민국의 복지기관단체인 출신 정치인으로, 국민의힘 비례대표로 제21대 국회의원이다. 본관은 경주이며, 전라북도 김제시 출신이다.

## 학력
- 1985~1988: 중앙대학교사범대학부속고등학교 졸업
- 1988~1992: 중앙대학교 회계학 학사
- 1999~2002: 중앙대학교 사회개발대학원 사회복지학 석사과정 수료

## 경력
- 2009.12~2011.12: 문화체육관광부 체육국 장애인문화체육팀장
- 2011.12~2012.07: 문화체육관광부 체육국 장애인문화체육과 과장
- 2012.07~2013.07: 제8대 서울시립북부장애인종합복지관 관장
- 2013.08~2020.02: 한국지체장애인협회 사무총장
- 2014.04~2014.12: 보건복지부 장애종합판정체계 개편추진단 자문위원
- 2014.05~2018.03: 한국장애인고용안정협회 부회장
- 2014.07: 국민연금공단 장애인활동지원기관 평가위원회 위원
- 2014.11: 정부업무평가위원회 정부업무평가 국정과제 평가전문위원
- 2015.07 : 한국장애인고용공단 이사
- 2015.08~2015.12: 보건복지부 장애등급제 개편을 위한 시범사업 모니터링단 위원
- 2016.03~2016.12: 국립재활원 공공재활의료포럼 위원
- 2016.03~2016.12: 보건복지부 장애인정책미래포럼 총괄분과위원
- 2016.07: 국민연금공단 장애인활동지원기관 평가위원회 위원
- 2016.11~2017.02: 정부업무평가위원회 정부업무평가 국정과제 평가전문위원
- 2017.07~2020.01: 사)한국지체장애인협회 이사
- 2018.04~2020.01: 중앙선거관리위원회 선거자문위원
- 2020.07~2020.09 : 미래통합당 정책위원회 사회안전망 및 고용유연성 강화 특별위원회 위원
- 2020.07~2020.09 : 미래통합당 중앙장애인위원회 위원장
- 2020.09 : 국민의힘 정책위원회 사회안전망 및 고용유연성 강화 특별위원회 위원
- 2020.09~2024.04: 국민의힘 중앙장애인위원회 위원장
- 2020.09 : 국민의힘 호남 동행 국회의원 발대식 명예의원(전라북도 완주군)
- 2020.09 : 국민의힘 국민통합위원회 위원
- 2020.10 : 국민의힘 정책위원회 정부정책 감시 특별위원회 위원
- 2020.10 : 국민의힘 약자와의 동행 위원회 정책동행분과 위원
- 2021.03~2021.04 : 국민의힘 4·7재보궐선거 서울시장 보궐선거 선거대책위원회 정책특별본부 장애인특별본부장
- 2021.06 : 국민의힘 코로나 백신 문제 해결을 위한 태스크 포스 위원
- 2021.08~2021.09: 최재형 열린캠프 정책본부 장애인정책총괄본부장
- 2021.10~2021.11: 국민의힘 윤석열 제20대 대통령 선거 예비후보 국민캠프 정책본부 정책총괄본부 장애인정책본부장
- 2021.11~2022.01: 국민의힘 선거대책위원회 윤석열 대통령 후보 직속 위원회 약자와의동행위원회 위원
- 2021.12~2022.01: 국민의힘 선거대책위원회 직능총괄본부 장애인복지지원본부장
- 2022.01~2022.03: 국민의힘 제20대 대통령선거 선거대책본부 윤석열 대통령 후보 직속 위원회 약자와의동행위원회 위원
- 2022.01~2022.03: 국민의힘 제20대 대통령 선거 선거대책본부 직능본부 장애인복지지원본부장
- 2022.04~2023.04: 국민의힘 원내부대표
- 2022.07~2022.07: 국민의힘 당 상임위원장 후보자 선출 선거관리위원회 위원
- 2023.06~2023.10: 국민의힘 소아·청소년과 의료대란 해소 TF 위원
- 2023.07: 국민의힘 약자와의동행위원회 복지정책분과 위원장
- 2024.01~2024.03: 국민의힘 4·10 국회의원 선거 및 재보궐 선거를 위한 공천관리위원회 위원
- 2024.09~: 한국장애인고용공단 이사장

### 의정 활동
- 2020.05~2024.05: 제21대 국회의원(비례대표, 미래한국당→미래통합당→국민의힘, 초선)
  - 2020.06~2024.05: 국민미래포럼 구성의원
  - 2020.07~2022.05: 제21대 국회 전반기 보건복지위원회 위원
  - 제21대 국회 전반기 보건복지위원회 제2법안심사소위원회 위원
  - 제21대 국회 전반기 보건복지위원회 예산결산심사소위원회 위원
  - 2022.01~2022.03: 제21대 국회 전반기 예산결산특별위원회 위원
  - 2022.05~2022.06: 제21대 국회 전반기 윤리특별위원회 위원
  - 2022.07~2022.08: 제21대 국회 후반기 국회운영위원회 위원
  - 2022.07~2024.05: 제21대 국회 후반기 보건복지위원회 위원
    - 제21대 국회 후반기 보건복지위원회 제1법안심사소위원회 위원
    - 제21대 국회 후반기 보건복지위원회 제2법안심사소위원회 위원
    - 제21대 국회 후반기 보건복지위원회 예산결산심사소위원회 위원

  - 2022.07~2024.05: 제21대 국회 후반기 예산결산특별위원회 위원
  - 2022.09~2023.04: 제21대 국회 후반기 국회운영위원회 위원
  - 2022.12~2023.04: 제21대 국회 윤리특별위원회 위원
    - 제21대 국회 윤리특별위원회 제1소위원회 위원

  - 중소기업과 골목상권을 현장에서 살피는 정책 전문가 포럼 구성의원
  - 2023.02~2024.05: 제21대 국회 인구위기 특별위원회 위원

## 역대 선거 결과
| 실시년도 | 선거   | 대수 | 직책     | 선거구   | 정당       | 득표수       | 득표율          | 순위         | 당락 | 비고 |
| -------- | ------ | ---- | -------- | -------- | ---------- | ------------ | --------------- | ------------ | ---- | ---- |
| 2020년   | 총선   | 21대 | 국회의원 | 비례대표 | 미래한국당 | 9,441,520 표 | \| \| 33.84% \| | 비례대표 4번 |      | 초선 |
|          | 33.84% |      |          |          |            |              |                 |              |      |      |

## 같이 보기
- 대한민국 제21대 국회의원 선거 미래한국당 후보 목록#비례대표